# La Renaudie

La Renaudie este o comună în departamentul Puy-de-Dôme, Franța. În 1 ianuarie 2022 avea o populație de 131 de locuitori.